# ニューとびしま

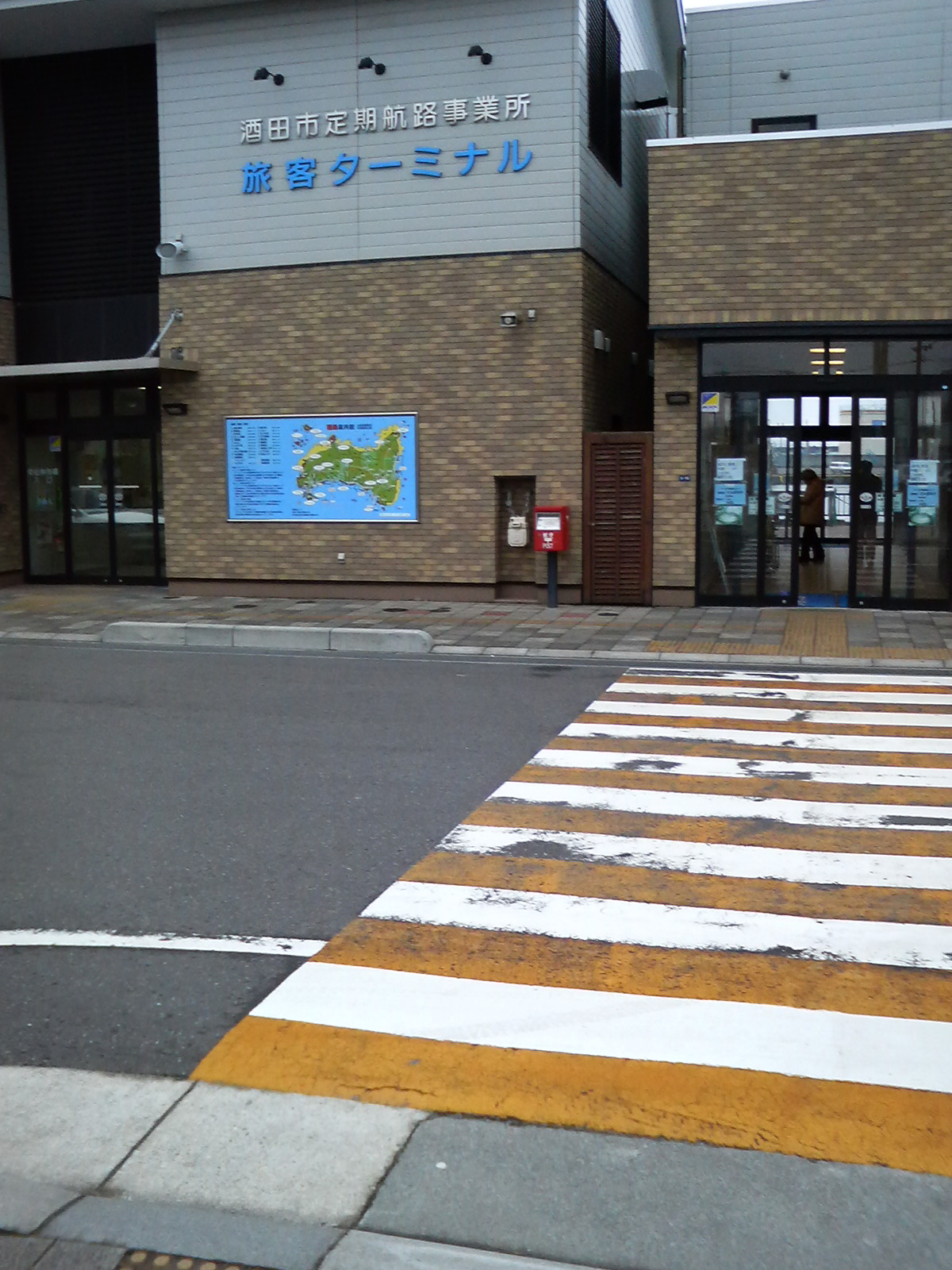
酒田市定期航路事業所旅客ターミナル。ここから旅客船「ニューとびしま」が発着している。

ニューとびしまは、かつて酒田市が所有した双胴貨客船。日本海に浮かぶ離島である飛島を結ぶ唯一の交通機関である。1989年（平成元年）就航。 2010年7月16日、「とびしま」の就航により引退した。
日本初の双胴貨客船であった。対馬海流の中にある飛島に向うため、安定性が良く、揺れに強い双胴船を採用したが、223tの小型船であるので、乗船の際は船酔い対策が必要である。
旅客輸送とともに、食料品などの生活必需品もこの船によって運ばれている。船備え付けのクレーンで、12フィート輸送コンテナを後部甲板に積載しており、出港前、入港後に岸壁で荷役作業を行う光景が見られる。飛島の住民にとって欠かすことの出来ない船である。カーフェリーではないので、本船で車を運ぶことは出来ない。
日本での引退後は、ニュージーランドのSeaworks社に売却され、「Seasurveyor」と改名、調査船・支援船などとして運用されている。

## 主要要目
船内は、5人掛け座席が並ぶ客室があり、ほとんどの旅客はここで過ごす。船底には小ぶりな桟敷席がある。上層階の特別席は、追加料金を支払って利用できる。売店はなく、自動販売機と衛星電話（ワイドスター）の公衆電話、冷水器が備え付けられている。

## 後継船について

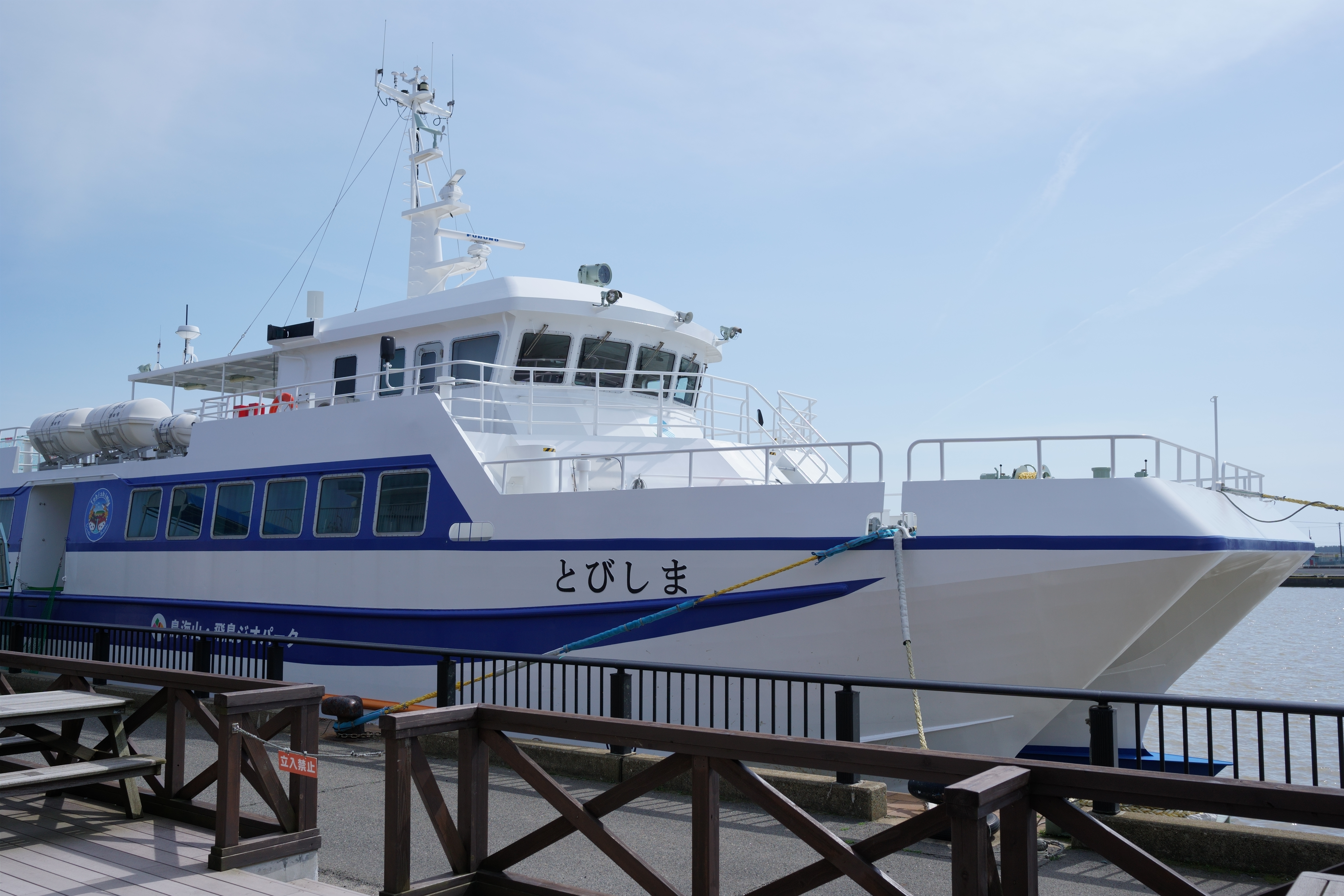
酒田港に停泊中の「とびしま」

「ニューとびしま」は、建造以来20年が経過し、耐用年数が近づいたことから新造船を就航させることにし、2008年4月に建造を開始した。2008年4月20日付山形新聞の報道によると、要目は次の通りである。
- 現行船と同様双胴船で、船体の大きさも現行船とほぼ同じ。
- 利用客の減少と船内設備に関わる法律改正の影響により、旅客定員は230人程度に減らす。
- 船体をアルミニウム軽合金製の軽量船にする。これにより、航海速力が19ノットにアップし、航海時間が10分ほど短縮される。
- 船内のバリアフリー化を図り、席のピッチや通路が現行船より広く取られる。
- 船底の桟敷席を廃止するものの、カーペット敷き桟敷席(定員16人)は設置される。
- 障害者用のトイレが設置される。
- 酒田、飛島両港に、新船に合わせた乗降用タラップを新設する。
- 現行船に設置されている船備え付けのクレーンを廃止する。本船で運ばれるコンテナの荷下しのため、酒田、飛島両港にクレーンを新たに設置する。
- 建造費と建造に関わる港湾整備をあわせて、総事業費は11億8000万円。

2010年6月28日、後継船の進水式が酒田市の阿部市長出席のもと尾道市の瀬戸内クラフトで行われ「とびしま」と命名された。アルミニウム製の双胴型旅客船217ｔ全長39ｍ幅10ｍ、現行「ニューとびしま」と比較して定員は70減の230人となるが、バリアフリーに対応し車椅子席も設けられた。建造費は7億2,000万円、2010年7月17日に就航。
「とびしま」
- 総トン数 217ｔ
- 全長 39.41 m
- 旅客定員 230 名
- 航海速力 19ノット（時速約35km）
- 燃料 A重油
- 出力 2,367馬力×2
- 建造 瀬戸内クラフト